# Србија у ритму Европе 2021.
Србија у ритму Европе 2021.  је дечије музичко такмичење одржано 5. септембра 2021. године у Чачку са преносом на Првој српској телевизији. Учествовало је 24 локалних самоуправа. Победник такмичења је Вељко Голуб, представник општине Србобран, са песмом "Arcade" певача Данкана Лоренса, победника Песме Евровизије 2019.

## Формат
Дечије музичко такмичење "Ритам Европе" које се емитује на телевизији са националном покривеношћу има традицију дугу 12 година и подржано је од стране амбасадора земаља Европе, Израела и Аустралије. Окупља децу и омладину узраста од 14 до 21 године, која поред свог града или општине представљају и певају на језику једне од земаља Европе, Израела и Аустралије. Укупан број градова представника, односно такмичара је највише 24 у једној земљи а најмање 12. Представници града или општине бирају се преко аудиција, а сам процес припреме за такмичење траје 7-9 месеци.
Победник такмичења одређује се сабирањем СМС гласова, гласова жирија градова учесника и стручног жирија додељеног од стране фестивала “Ритам Европе”. Телевизијски пренос на телевизији са националном покривеношћу се одвија у граду који је победио претходне године. Уколико град победник не испуњава услове за реализацију телевизијског преноса прописане техничко-организационим капацитетима и могућностима, одузима му се право домаћинства а организатор сам одређује из којег града ће се вршити телевизијски пренос за наредну годину.

## Учесници
На такмичењу је учествовало 24 локалних самоуправа (градова и општина).
| Општина/град         | Држава             | Извођач(и)‍                                       | Песма‍                   | Реф    |
| -------------------- | ------------------ | ------------------------------------------------ | ----------------------- | ------ |
| Апатин               | Данска             | Зорана Мрђа                                      | Where I Am              | [ 4 ]  |
| Бабушница            | Шпанија            | Анђела Станимировић                              | Amanecer                | [ 5 ]  |
| Баточина             | Грчка              | Јелена Бошковић                                  | Supergirl               |        |
| Бачка Паланка        | Азербејџан         | Марија Милорадов                                 | Cleopatra               | [ 6 ]  |
| Беочин               | Украјина           | Арсена Сапи                                      | 1944                    | [ 7 ]  |
| Бољевац              | Португал           | Милица Трујић                                    | Quero Ser Tua           | [ 8 ]  |
| Босилеград           | Бугарска           | Добри Миланов                                    | Kaval Sviri/Rum Dum Dum | [ 9 ]  |
| Врбас                | Турска             | Маша и Јана Аврамов                              | Kimse Yok Mu?           | [ 10 ] |
| Горњи Милановац      | Аустралија         | Александра Росић                                 | Don't Break Me          | [ 11 ] |
| Димитровград         | Северна Македонија | Хелена Стојанов и Марија Георгијев               | Нинанајна               | [ 12 ] |
| Жабаљ                | Пољска             | Драгана Танасић                                  | Empires                 | [ 13 ] |
| Зајечар              | Италија            | Милица Илић, Ивана Ђерговић и Михајло Михајловић | Grande Amore            | [ 14 ] |
| Кикинда              | Норвешка           | Андреј Салкаи                                    | Fairytale               | [ 15 ] |
| Лесковац             | Кипар              | Габријела Здравковић                             | Fuego                   | [ 16 ] |
| Медвеђа              | Белгија            | Катарина Петровић                                | Rythm Inside            | [ 17 ] |
| Нова Црња            | Малта              | Тамара Звекић и Анђела Стојчић                   | All Of My Love          | [ 18 ] |
| Нови Сад             | Швајцарска         | Николина Николић                                 | Tout l'Univers          |        |
| Пожега               | Израел             | Милица Петровић                                  | Set Me Free             | [ 19 ] |
| Сомбор               | Аустрија           | Димитрије Костић                                 | Nobody But You          | [ 20 ] |
| Чачак                | Србија             | Лена Чикириз                                     | Бразил                  |        |
| Србобран             | Холандија          | Вељко Голуб                                      | Arcade                  | [ 21 ] |
| Стари Град (Београд) | Шведска            | Петар Аничић                                     | Heroes                  | [ 22 ] |
| Ћуприја              | Румунија           | Александра Трјаковић и Уна Анђелковић            | On A Sunday             | [ 23 ] |
| Шид                  | Француска          | Теодора Стојшић и Никола Китић                   | Ego                     | [ 24 ] |

## Резултати
| Р. бр. | Град/општина         | Жири | Жири         | Жири   | Жири  | Публика | Укупно | Пласман |
| Р. бр. | Град/општина         | Жири | Стручни жири | Укупно | Поени | Публика | Укупно | Пласман |
| ------ | -------------------- | ---- | ------------ | ------ | ----- | ------- | ------ | ------- |
| 1.     | Сомбор               | 6    | 12           | 18     | 8     | 11      | 19     | 17.     |
| 2.     | Баточина             | 13   | 2            | 15     | 7     | 9       | 16     | 20.     |
| 3.     | Бабушница            | 5    | 5            | 10     | 2     | 22      | 24     | 11.     |
| 4.     | Чачак                | 18   | 7            | 25     | 11    | 3       | 14     | 22.     |
| 5.     | Бачка Паланка        | 9    | 22           | 31     | 19    | 21      | 40     | 4.      |
| 6.     | Нова Црња            | 11   | 15           | 26     | 12    | 16      | 28     | 7.      |
| 7.     | Горњи Милановац      | 1    | 10           | 11     | 4     | 17      | 21     | 14.     |
| 8.     | Димитровград         | 19   | 11           | 30     | 17    | 7       | 24     | 10.     |
| 9.     | Стари Град (Београд) | 3    | 18           | 21     | 10    | 4       | 14     | 21.     |
| 10.    | Ћуприја              | 12   | 6            | 18     | 9     | 2       | 11     | 24.     |
| 11.    | Врбас                | 8    | 3            | 11     | 3     | 10      | 13     | 23.     |
| 12.    | Шид                  | 21   | 19           | 40     | 21    | 23      | 44     | 2.      |
| 13.    | Бољевац              | 2    | 1            | 3      | 1     | 20      | 21     | 13.     |
| 14.    | Босилеград           | 16   | 14           | 30     | 16    | 8       | 24     | 12.     |
| 15.    | Жабаљ                | 14   | 16           | 30     | 18    | 1       | 19     | 16.     |
| 16.    | Беочин               | 17   | 17           | 34     | 20    | 5       | 25     | 9.      |
| 17.    | Медвеђа              | 10   | 4            | 14     | 6     | 13      | 19     | 19.     |
| 18.    | Кикинда              | 20   | 8            | 28     | 15    | 15      | 30     | 6.      |
| 19.    | Лесковац             | 24   | 23           | 47     | 23    | 12      | 35     | 5.      |
| 20.    | Србобран             | 22   | 20           | 42     | 22    | 24      | 46     | 1.      |
| 21.    | Зајечар              | 23   | 24           | 47     | 24    | 19      | 43     | 3.      |
| 22.    | Пожега               | 4    | 9            | 13     | 5     | 18      | 23     | 13.     |
| 23.    | Апатин               | 15   | 13           | 28     | 14    | 14      | 28     | 8.      |
| 24.    | Нови Сад             | 7    | 21           | 28     | 13    | 6       | 19     | 18.     |